# Evropski parlament
Evropski parlament (angleško European Parliament, francosko Parlement européen) je ena od treh zakonodajnih vej Evropske unije in ena od njenih sedmih institucij. Vodi jih predsednik s štirinajstimi podpredsedniki. 705 poslancev izvolijo državljani članic Evropske unije vsakih pet let na neposrednih in splošnih volitvah. Evropski parlament ima sedež v Strasbourgu, zaseda tudi v Bruslju, sekretariat pa deluje v Luksemburgu.
Evropski parlament danes predstavlja drugo največje demokratično volilno telo na svetu (takoj za indijskim parlamentom) in največje nadnacionalno demokratično volilno telo na svetu (375 milijonov volilnih upravičencev v letu 2009).
Od leta 1979 državljani Evropske unije na splošnih volitvah vsakih pet let izvolijo parlament. Volilna udeležba na parlamentarnih volitvah se je po letu 1979 vsakič zmanjšala, leta 2019 pa povečala za 8 odstotnih točk in prvič po letu 1994 presegla 50 %. Večinoma imajo volilno pravico državljani nad 18 let, razen na Malti in v Avstriji, kjer je 16 let in Grčiji, kjer je 17 let.
Čeprav ima Evropski parlament zakonodajno pristojnost, tako kot Svet, formalno, za razliko od večine nacionalnih parlamentov članic, nima pravice do pobude - to je pristojnost Evropske komisije. Parlament je "prva institucija" Evropske unije (prva omenjena v svojih pogodbah in ima ceremonialno prednost pred drugimi institucijami EU) in si deli enake zakonodajne in proračunske pristojnosti s Svetom (razen pri nekaj vprašanjih, pri katerih veljajo posebni zakonodajni postopki). Prav tako ima enak nadzor nad proračunom EU. Evropska komisija, ki je izvršna veja Evropske unije, je na koncu odgovorna Parlamentu. Parlament lahko zlasti odloči, ali bo odobril kandidata za zasedanje Evropskega sveta za predsednika Komisije ali ne, poleg tega pa je zadolžen za odobritev (ali zavrnitev) imenovanja Komisije kot celote. Pozneje lahko z izglasovano nezaupnico tudi prisili k odstopu.
Predsednik Evropskega parlamenta je trenutno David Sassoli, izvoljen julija 2019. Predseduje večstrankarski zbornici; pet največjih skupin v Evropskem parlamentu trenutno je skupina Evropske ljudske stranke (EPP), Progresivno zavezništvo socialistov in demokrati (S&D), Renew Europe (prej ALDE), Zeleni / Evropska svobodna zveza (Zeleni – EFA) in Identiteta in demokracija (ID). Zadnje volitve po vsej Evropski uniji so bile volitve leta 2019.

## Volitve v Evropski parlament
Evropski parlament izvolijo državljani Evropske unije vsakih pet let (zadnje volitve v Evropski parlament so potekale leta 2019) na neposrednih in splošnih volitvah. Poslancev je lahko največ 751 in delujejo v osmih poslanskih skupinah, največji pa sta skupina Evropske ljudske stranke in skupina socialistov. Vsaka država ima določeno število poslancev (Nemčija 96, Luksemburg 6). Poslanci niso predstavniki države, v kateri so bili izvoljeni, ampak zastopajo svoje volivce in njihove interese ter politične interese evropskih političnih strank. Te so večnacionalne in delujejo v skladu s programom, sprejetim na evropski ravni.
Slovenci so prvič volili poslance Evropskega parlamenta leta 2004, tj. takoj po pridružitvi Evropski uniji. Najprej je bilo slovenskih poslancev sedem, z volitvami leta 2014 pa se je v skladu z Lizbonsko pogodbo njihovo število povečalo na osem.

## Vloga Evropskega parlamenta
Evropski parlament zaseda dvanajstkrat letno v Strasbourgu, preostala zasedanja potekajo v Bruslju, seje odborov (20 stalnih odborov) pa so vedno v Bruslju. Plenarna zasedanja vodi predsednik Evropskega parlamenta, ki ga poslanci izvolijo z navadno večino. Evropski parlament je z dopolnili k ustanovitveni pogodbi v minulih desetletjih pridobival čedalje več pristojnosti, saj je z določili Maastrichtske in Amsterdamske pogodbe prerasel iz povsem svetovalne skupščine v pravi zakonodajni parlament, ki ima danes podobna pooblastila kot nacionalni parlamenti. Ustaljeni zakonodajni postopek je soodločanje (uveden z Maastrichtsko pogodbo), ki postavlja Evropski parlament in Svet Evropske unije na isto raven, saj je besedilo potrjeno, ko ga potrdita oba, poslancem pa omogoča blokiranje sprejetja evropske zakonodaje. Soodločanje je danes ena od najpomembnejših moči Evropskega parlamenta in se nanaša na sprejemanje zakonodaje na številnih področjih, kot so gospodarsko upravljanje, priseljevanje, energija, promet, okolje in varstvo potrošnikov. Ta postopek je po uveljavitvi Pogodbe iz Nice v uporabi na več kot 50 področjih delovanja EU. Posebej pomembna je vloga Evropskega parlamenta pri sprejemanju evropskega proračuna, ki letno znaša približno 133 milijard evrov, in pri nadzoru njegove porabe. Brez soglasja evropskega parlamenta proračun ne more biti sprejet, prav tako morajo poslanci potrditi poročilo Evropske komisije o izvrševanju proračuna za preteklo leto (zavrnitev poročila o porabi je vodila k odstopu evropske komisije pod vodstvom Jacquesa Santerja leta 1999). 45 % letnega proračuna EU, oziroma približno 60 milijard evrov, se trenutno porabi za spodbujanje konkurenčnosti, rasti in zaposlovanja ter za zmanjševanje razlik med najbolj in najmanj razvitimi regijami. Razlika med slednjimi se je v obdobju med letoma 2000 in 2006 zmanjšala za eno šestino. Evropski parlament ima odločilno vlogo tudi pri razporejanju sredstev v višini 7,5 milijard evrov, namenjenih raziskavam in razvoju. Trenutno se te namenjajo novim načinom zaščite nizko ležečih območij pred poplavami, novim raziskavam in razvoju na področju zdravja, varne prehrane, prometa , tehnologije, energije in okolja.

Parlament igra tudi pomembno vlogo pri širitvi EU, saj mora dati soglasje k pristopu novih držav članic. Slovenci so prvič sodelovali na volitvah v Evropski parlament leta 2004. Lizbonska pogodba določa, da ima Slovenija osem poslancev od 751 (Nemčija 96, Poljska 51, Irska 11, Malta 6).Ta določa tudi, da je najvecje možno število poslancev 96, najmanjše stevilo poslancev pa 6. Tako imajo manjše države relativno večjo zastopanost. Sistem, po katerem potekajo volitve evropskih poslancev, določi vsaka članica sama.

### Konferenca predsednikov
Konferenco predsednikov sestavljajo predsednik Evropskega parlamenta in predsedniki političnih skupin. Kot organ političnega vodenja Evropskega parlamenta določa organizacijo dela in vsa vprašanja v zvezi z zakonodajnim načrtovanjem, ki se nanašajo na pristojnosti in število članov parlamentarnih odborov ter delegacij, prav tako odloča o sedežnem redu v sejni dvorani, pripravlja razpored in dnevni red plenarnih zasedanj.

### Kvestorji
Predsedstvo Evropskega parlamenta poleg predsednika in podpredsednikov sestavljajo tudi kvestorji , ki imajo svetovalno funkcijo. Zadolženi so za administracijo. 

## Dosežki in ukrepi Evropskega parlamenta

### Finančna kriza in načrt oživitve evropskega gospodarstva
- Evropski parlament je odobril 200 milijard evrov namenjenih reševanju finančne krize v Evropski uniji. Večina teh tavljajo kar 90 odstotkov vseh podjetij v Evropski uniji.
- Evropski sklad za prilagajanje globalizaciji vsako leto nameni 500 milijonov evrov za ponovno zaposlovanje tistih, ki jih je prizadelo odpuščanje zaradi selitev proizvodnje izven EU.
- V obdobju 2007 - 2013 bo Evropska unija namenila približno 350 milijard evrov za spodbujanje gospodarske rasti in ustvarjanje novih delovnih mest v revnejših predelih Evrope.
- Evropski parlament je podprl zakonodajo, ki narekuje dvig jamstev za bančne vloge v višini do 100.000 evrov v primeru bankrota evropske banke. Sedaj veljavna meja 20.000 evrov se bo do konca junija 2009 zvišala na 50.000 evrov in nato na 100.000 evrov do konca leta 2010. Varčevalcem bo zagotovljen tudi hitrejši dostop do njihovih vlog v nujnih primerih, vzpostavljeni pa bodo še mehanizmi za čezmejno sodelovanje.

### Podnebne spremembe in okolje
- Evropska unija spodbuja uporabo obnovljivih virov energije. Evropski parlament je potrdil zakonodajo, ki določa količino in načine uporabe obnovljivih virov energije za ogrevanje oziroma ohlajevanje prostorov ter za pogon vozil. Cilj podnebno-energetskega paketa je, da do leta 2020 obnovljivi viri energije predstavljajo 20 % vseh virov energije.
- S pomočjo nove tehnologije, ki jo zahteva zakonodaja EU, tovarne in elektrarne shranjujejo odpadni ogljikov dioksid na varen način, globoko pod zemljo, kar zmanjšuje tvorbo toplogrednih plinov.
- Z namenom zaščite življenja v morjih je prepovedana plovba tankerjev z enojnim dnom . Zakon dovoljuje prevoz nafte samo tankerjem z dvojnim dnom , kar znatno zmanjšuje možnost razlitja tovora v morje.
- EU je poostrila zakonodajo s področja uporabe nevarnih kemikalij. Zakonodaja, ki je stopila v veljavo leta 2007, zagotavlja varnejšo uporabo preko 30.000 nevarnih kemičnih substanc. EU prav tako spodbuja države članice k uporabi razgradljivih materialov za izdelavo vrečk, embalaže, …
- EU je poostrila. standarde za kakovost vode na morskih plažah, v rekah in jezerih, da bi se tako zmanjšala nevarnost bakterijskih okužb za kopalce
- Od leta 2002 je EU namenila 1,5 milijarde evrov za pomoč članicam, ki so jih prizadele naravne katastrofe, kot so poplave, potresi, izbruh vulkana, gozdni požari, nevihte in suše.

### Notranji trg
- Zahvaljujoč notranjemu trgu je bilo v obdobju od 1992 do 2006 ustvarjenih več kot 2,75 milijona novih delovnih mest. Notranji trg temelji na štirih svoboščlinah: prostem pretoku blaga, storitev, kapitala in oseb.
- EU znižala visoke cene, ki so jih mobilni operaterji zaračunavali za gostovanje v omrežjih drugih držav – v povprečju znižanje znaša kar 60 %.
- Ukinjeni so monopoli dobaviteljev plina in električne energije, zaradi česar so se znižale cene.
- Izdelki, na voljo v trgovini ali na internetu, morajo po kakovostii, funkcionalnosti in sestavi zadostovati strogim zakonskim predpisom. Posebej strogi predpisi veljajo predvsem za igrače, električne naprave in plinske grelnike vode. V kolikor se v kateri od držav članic najde izdelek, ki ne ustreza vsem kriterijem, je ta izvzet iz prodaje tudi v vseh ostalih članicah.
- Od leta 2004 je v EU prepovedano oglaševanje, prodaja in izdelava vseh kozmetičnih izdelkov in njihovih sestavin, ki so bili testirani na živalih.
- Evropska a zakonodaja ščiti otroke pred pretiranim izpostavljanjem oglaševanju. Radijske in televizijske oddaje, namenjene otrokom in daljše od pol ure, so lahko z reklamnimi oglasi prekinjene le vsakih 30 minut.
- V celotni Evropski uniji je v veljavi enotna telefonska številka 112 za 'klic v sili' oz. »klic za nujno pomoč«. Državljani Evropske unije lahko v primeru nesreče, požara, vloma pokličejo 112, od koder je njihov klic prevezan do reševalne službe v državi članci, iz katere prihaja klic.

### Socialno varstvo, zaposlovanje in izobraževanje
- Evropska zakonodaja izenačuje zaposlitvene pogoje za delavce , ki so zapsoleni za določen čas, s pogoji, ki veljajo za delavce s pogodbami za nedoločen čas.
- Evropska zakonodaja je izenačila pravice mater in očetov novorojenčkov. Katerikoli od njih lahko koristi (minimalno) trimesečni porodniški dopust in se po izteku vrne na prejšnje oziroma podobno delovno mesto.
- Spletni portal EURES (European Employment Service), ki ga je vzpostavila Evropska komisija v sodelovanju z Evropskim parlamentom, omogoča iskanje prostih delovnih mest v 31 evropskih državah in nudi vse potrebne informacije o selitvi v tujino.
- Evropska unija spodbuja vseživljenjsko učenje in kulturne izmenjave. V obdobju med letoma 2007 in 2013 bo 8 milijard evrov namenjenih različnim oblikam vseživljenjskega učenja po celotni Evropski uniji. Program med drugim vključuje znane programe, kot so Erasmus, Comenius, Leonardo da Vinci in Gruntvig.

### Varnost hrane in kmetijstvo
- Evropski parlament je pomagal pri vzpostavitvi sistema za razdeljevanje sadja in mlečnih izdelkov v šolah po vsej Evropi.
- Evropski raziskovalci v okviru prizadevanj za zmanjšanje izpustov toplogrednih plinov za 20 % do leta 2020 preučujejo nove možnosti za predelavo kmetijskih odpadkov, kot so slama, strnišča in gnojila, v okolju prijazne vire energije.

### Pravosodje, svoboda in varnost (Justice, Freedom and Security)
- Evropski parlament je igral pomembno vlogo pri sprejemanju skupnih pravil politike vračanja nezakonitih priseljencev. V letu 2006 je bilo v Evropski uniji zajetih približno 500.000 nezakonitih priseljencev, od katerih so jih 40 % moralo vrniti v njihovo domovino .
- S pobudami, ki jih je podprl Evropski parlament, so organi odkrivanja in pregona (policija in sodstvo) okrepili medsebojno sodelovanje na evropski ravni preko Europola in Eurojusta. Sodelovanje je obrodilo konkretne sadove pri preprečevanju mednarodnega kriminala. V sklopu operacije Koala sta, a primer, Europol in Eurojust skupaj razbila pedofilsko mrežo, v kateri je sodelovalo 2.500 posameznikov iz vsega sveta. Leta 2006 so pristojni organi s sodelovanjem z Europolom in Eurojustom preprečile več kot 600 terorističnih napadov v 11 državah članicah EU.
- Evropski parlament je potrdil zakonodajo, ki zagotavlja vzajemno priznavanje sodnih odločitev s področja družinskega prava med državami članicami in spodbuja uporabo mediacije v družinskih sporih.

### Širitev
- Evropski parlament mora dati privolitev za vstop katere koli države kandidatke v Evropsko unijo in v času pristopnih pogajanj budno spremlja napredek kandidatk.
- S širitvijo EU na 27 članic se je število potrošnikov v Evropski uniji povečalo za več kot 100 milijonov. Trgovina med tako imenovanimi starimi in novimi državami članicami se je v manj kot desetih letih skoraj potrojila, in sicer s 175 milijard evrov v letu 1999 na 500 milijard evrov v letu 2007. Še bolj nazorno je petkratno povečanje blagovne menjave med novimi članicami z manj kot 15 milijard evrov na 77 milijard evrov v enakem obdobju.

### Ženske v Evropskem parlamentu
- Z leti se je odstotek poslank Evropskega parlamenta nenehno povečeval – medtem ko je bilo leta 1979, ko so bile prve neposredne volitve v Evropski parlament, le 16,3 % poslank, se je ta odstotek dvignil na 26,1 % v letu 1994 in na 30,3 % v letu 2004.
- V parlamentarnem sklicu 200-2009 imajo tri od osmih političnih skupin sopredsednice (Zeleni/EFA, UEN in IND/DEM), nobena od političnih skupin pa nima ženske kot svoje edine predsednice.
- Od leta 1979 sta bili dve od 26 (7,7 %) predsednikov Evropskega parlamenta ženski – Simone Veil od leta 1979 do leta 1982 in Nicole Fontaine od leta 1999 do leta 2002. Ženske trenutno zasedajo 5 od 14 podpredsedniških mest.
- Med 22 predsedniki parlamentarnih odborov je trenutno šest žensk (27,3 %), med 86 podpredsedniki pa je 29 žensk (33,7 %).